# Jorge Bolet
Jorge Bolet (L'Avana, 15 novembre 1914 – Mountain View, 16 ottobre 1990) è stato un pianista e direttore d'orchestra cubano.
Nel 1944 è stato naturalizzato statunitense.

## Biografia

### Gli studi e gli esordi
Iniziò lo studio del pianoforte a 9 anni e a 12 gli fu offerta una borsa di studio al Curtis Institute of Music di Filadelfia (USA), dove ebbe tra i suoi insegnanti David Saperton per il pianoforte e Fritz Reiner per la direzione d'orchestra.
Studiò inoltre coi grandi virtuosi Leopold Godowsky (1932-33) e Moriz Rosenthal (1935).
Debuttò in Europa (Amsterdam) nel 1935 e negli Stati Uniti (Philadelphia) nel 1937, anno in cui vinse il prestigioso Naumburg Prize. Nel 1938 vinse il Joseph Hofmann Award e continuò i suoi studi con Rudolf Serkin, del quale divenne assistente dal 1938 al 1942, anno in cui partì alla volta del Giappone per servire il suo paese d'adozione, gli USA, nella Seconda guerra mondiale. nel 1944 divenne definitivamente cittadino americano.

### Gli anni dell'anonimato e la conquista del successo
Pubblicò la sua prima incisione per l'etichetta Remington e nel 1960 registrò la parte pianistica della colonna sonora di un film dedicato a Liszt, Estasi (titolo originale: Song Without End).

Il suo stile fu per anni tacciato di eccessiva propensione al virtuosismo da parte della critica americana. Per questo motivo, negli anni '60 incise solo pochi dischi per etichette minori.
Guadagnò una reputazione di primo piano grazie ad uno stupendo concerto alla Carnegie Hall nel 1974, che segna una svolta della sua carriera e in cui Bolet, spronato da anni di scarsa considerazione (come ebbe a dire un critico), mostrò di cosa fosse capace, e il suo fenomenale exploit può essere ascoltato in un cd stampato di recente dalla Philips nella sua collana Great Pianist Series.

In seguito, ebbe la cattedra principale di pianoforte al Curtis Institute, succedendo al suo maestro Rudolf Serkin, ma la lasciò per concentrarsi sulla sua carriera concertistica.

Nel 1984 la televisione americana A&E trasmise un programma in tre puntate intitolato Bolet incontra Rachmaninov, in cui si vide Bolet mentre dava una lezione sull'interpretazione del terzo concerto per pianoforte e orchestra di Rachmaninov, lezione seguita dall'intera esecuzione del concerto.

### La maturità
Nel 1978 l'allora sessantatreenne pianista per la prima volta fu messo sotto contratto da un'etichetta di primo piano, la Decca Records/London. Da quell'anno sino alla morte, incise le parti più rappresentative del suo repertorio, anche se negli archivi (soprattutto nell'International Piano Archive del Maryland) esistono numerosi nastri di vari concerti dal vivo, inclusa una delle sue specialità, la parafrasi di Godowsky su Il pipistrello (Die Fledermaus) di Johann Strauss II, che aveva studiato con Godowsky stesso. Bolet si spense nel 1990 a Mountain View (California).

### Repertorio
Bolet legò il suo nome soprattutto alle sue numerose interpretazioni di opere di Franz Liszt e Fryderyk Chopin.
Grazie alle sue notevoli risorse virtuosistiche, fu anche uno specialista di trascrizioni pianistiche e di pagine di repertorio non tradizionale, incluso molte opere di Godowsky, studiate con il compositore stesso, come già ricordato.

In un'intervista (Elyse Mach, Great Contemporary Pianists Speak for Themselves, Dover Books on Music), citò ripetutamente il Romantic Piano Concerto di Joseph Marx come il suo favorito, tra i grandi concerti virtuosistici per pianoforte e orchestra, grazie al suo - per usare le stesse parole di Bolet - enorme sfoggio di forza richiesto al solista.

### Discografia
- Chausson: Concerto in D Major for Violin, Piano and String Quartet, Op. 21 - Jorge Bolet/Juilliard String Quartet/Itzhak Perlman, 1983 SONY BMG/CBS
- Chopin: Piano Concertos Nos. 1 & 2 - Charles Dutoit/Jorge Bolet/Orchestre symphonique de Montréal, 1990 Decca
- Chopin - Godowsky: Etudes & Waltzes - Jorge Bolet, 1978 Decca
- Debussy: Sixteen Preludes - Jorge Bolet, 1989 Decca
- Liszt: Piano Concertos Nos. 1 & 2, Sonata in B Minor, Mephisto Waltz - Jorge Bolet, Musical Concepts
- Liszt, Mus. celebri per pf. - Bolet, Decca
- Liszt, Sogno d'amore/Rapsodia ungherese n. 12/La campanella - Bolet, Decca
- Liszt: Années de pèlerinage - Jorge Bolet, Decca
- Liszt: Transcendental Etudes, S. 139 - Jorge Bolet, 1959 Sony
- Rachmaninov: Piano Concerto No. 2 - Tchaikovsky: Piano Concerto No. 1 - Charles Dutoit/Jorge Bolet/Orchestre symphonique de Montréal, 1987 Decca
- Schubert: Piano Sonata in A Major, D. 959 & Piano Sonata in A Minor, D. 784 - Jorge Bolet, Decca
- Schumann: Carnaval, Fantasie - Jorge Bolet, 1987 Decca
- Bolet, Concerto recordings - I concerti, 1984/1989 Decca
- Bolet, The last romantic - Bolet, 1986/1989 Decca
- Bolet, Piano Encores - 1986 Decca